# Districtes de Maurici

Mapa dels diferents districtes de Maurici

Els districtes de la República de Maurici són la circumscripció territorial de segon ordre després de les illes de Maurici. Maurici està dividit en nou districtes en què s'hi troben 2 ciutats, 4 pobles i 130 aldees, i la seva capital és Port Louis.
El districte de Plaines Wilhems consisteix principalment en quatre pobles, que són Beau-Bassin Rose Hill, Curepipe, Quatre Bornes i Vacoas-Phoenix. Els altres districtes estan formats per diferents aldees, algunes d'elles subdividides en diferents suburbis. A data de 31 de desembre de 2012, la població urbana era de 536,086 i la rural de 718,925.
L'illa de Rodrigues solia ser el desè districte de Maurici, va obtenir l'estatus d'autonomia el 2002, la seva capital és Port Mathurin.. La capital de les illes Agaléga és Vingt Cinq.
| Districte              | Àrea km² | Població (31 de desembre de 2012) |
| ---------------------- | -------- | --------------------------------- |
| Rivière Noire (1)      | 259      | 79,247                            |
| Flacq (2)              | 297.9    | 141,586                           |
| Grand Port (3)         | 260.3    | 116,211                           |
| Moka (4)               | 230.5    | 81,820                            |
| Pamplemousses (5)      | 178.7    | 140,511                           |
| Plaines Wilhems (6)    | 203.3    | 387,372                           |
| Port Louis (7)         | 42.7     | 127,454                           |
| Rivière du Rempart (8) | 147.6    | 110,235                           |
| Savanne (9)            | 244.8    | 70,575                            |
| Total                  | 1864.8   | 1,255,011                         |